# Peres
Peres, karaktär i Gamla Testamentet, son till Juda och Tamar tillsammans med tvillingbrodern Sera, halvbror till Er, Onan och Shela. Han blev far till Hesron och Hamul innan familjen kom till Egypten. Genom sin son Hesron var han en av kung Davids förfäder.